# Корж Владислав Петрович
Владисла́в Петро́вич Ко́рж — старший солдат Збройних сил України, учасник російсько-української війни.

## З життєпису
Водій-заправник взводу паливо-мастильних матеріалів, рота забезпечення 101-ї бригади охорони Генерального штабу. В зоні бойових дій з грудня 2014 року, виконував бойові завдання поблизу Дебальцевого.
14 лютого 2015-го під час виконання бойового завдання потрапив під мінометний обстріл, був поранений.

## Нагороди
30 березня 2015 року за особисту мужність і героїзм, виявлені у захисті державного суверенітету та територіальної цілісності України, вірність військовій присязі під час російсько-української війни, відзначений — нагороджений орденом «За мужність» III ступеня.
Нагороду отримав у Чернігівському 407-му військовому госпіталі 31 березня, де лікувався після поранень.